# Conus boeticus
Conus boeticus, tên tiếng Anh: boeticus cone, là một loài ốc biển, là động vật thân mềm chân bụng sống ở biển trong họ Conidae, họ ốc cối. A Catalogue of Nomenclature and Taxonomy in the Living Conidae 1758 - 1998. Backhuys Publishers, Leiden. 388pp.</ref>
Giống như tất cả các loài thuộc chi Conus, chúng là loài săn mồi và có nọc độc. Chúng có khả năng "đốt" con người, do vậy khi cầm chúng phải hết sức cẩn thận.

## Miêu tả
Loài này có kích thước giữa 15 mm và 40 mm.

## Phân bố
Chúng phân bố ở Ấn Độ Dương dọc theo Mozambique, Seychelles và vùng bể Mascarene và ở Thái Bình Dương dọc theo Nhật Bản, Indonesia, Fiji và Úc.

## Hình ảnh

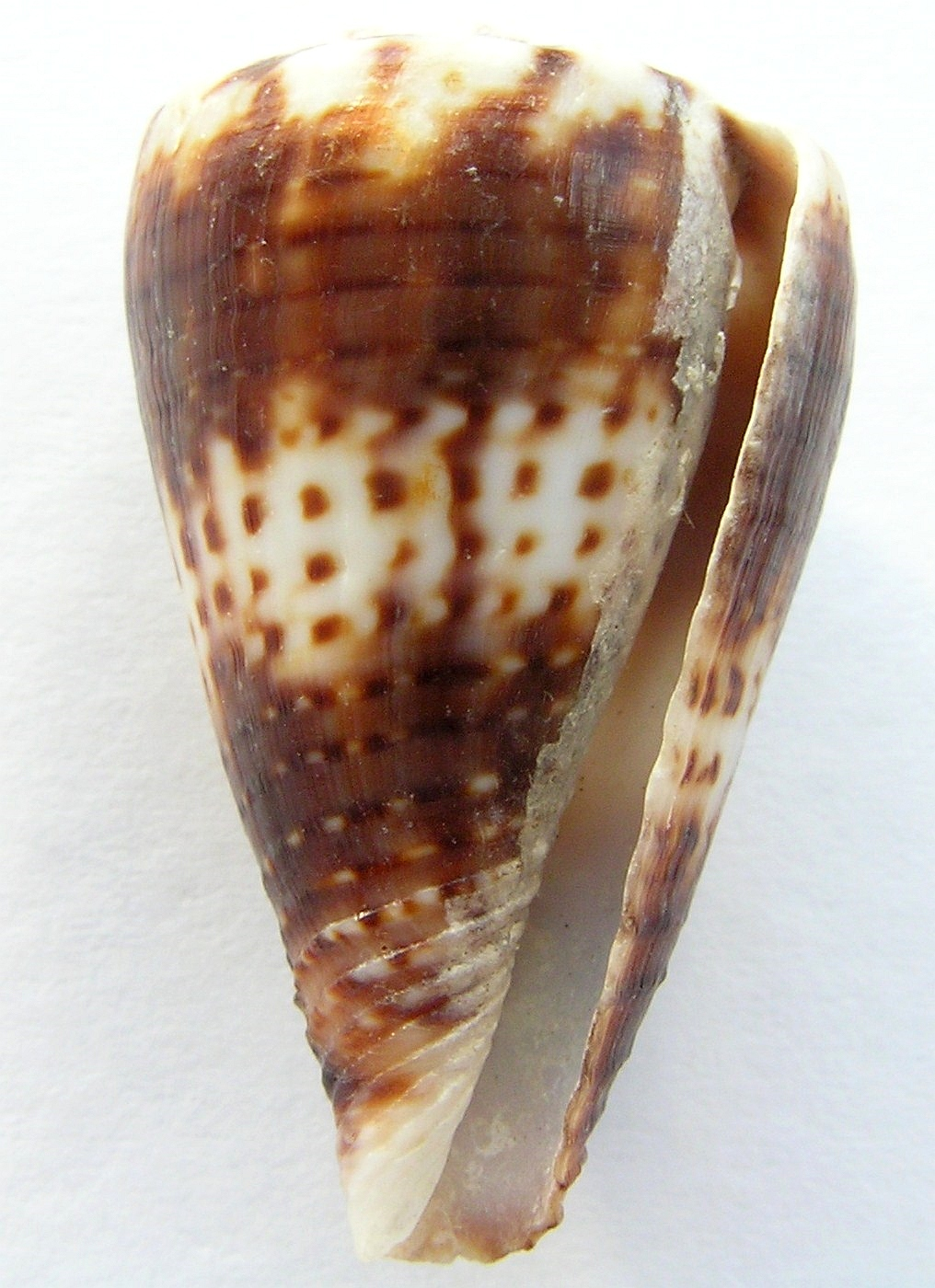
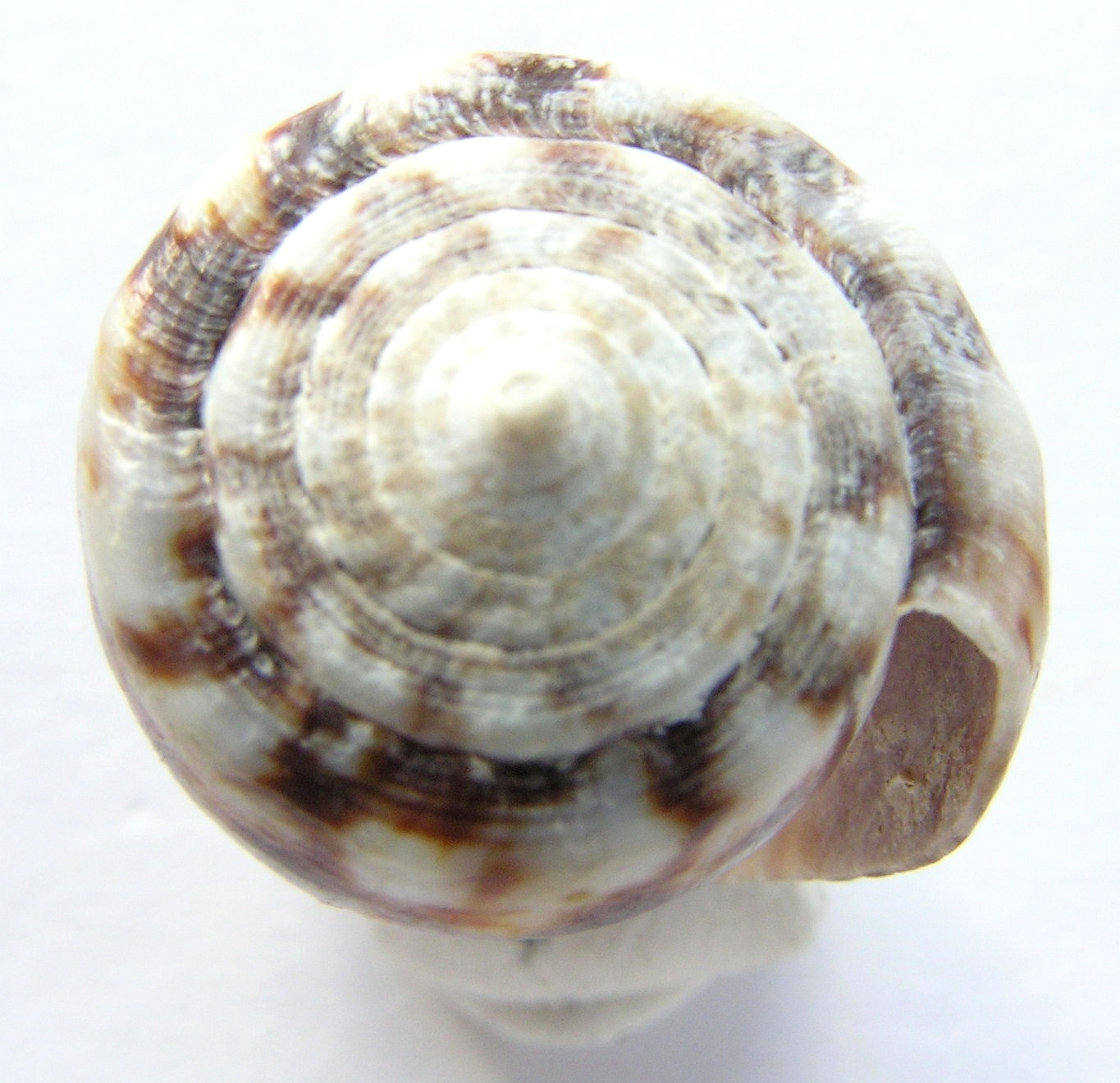
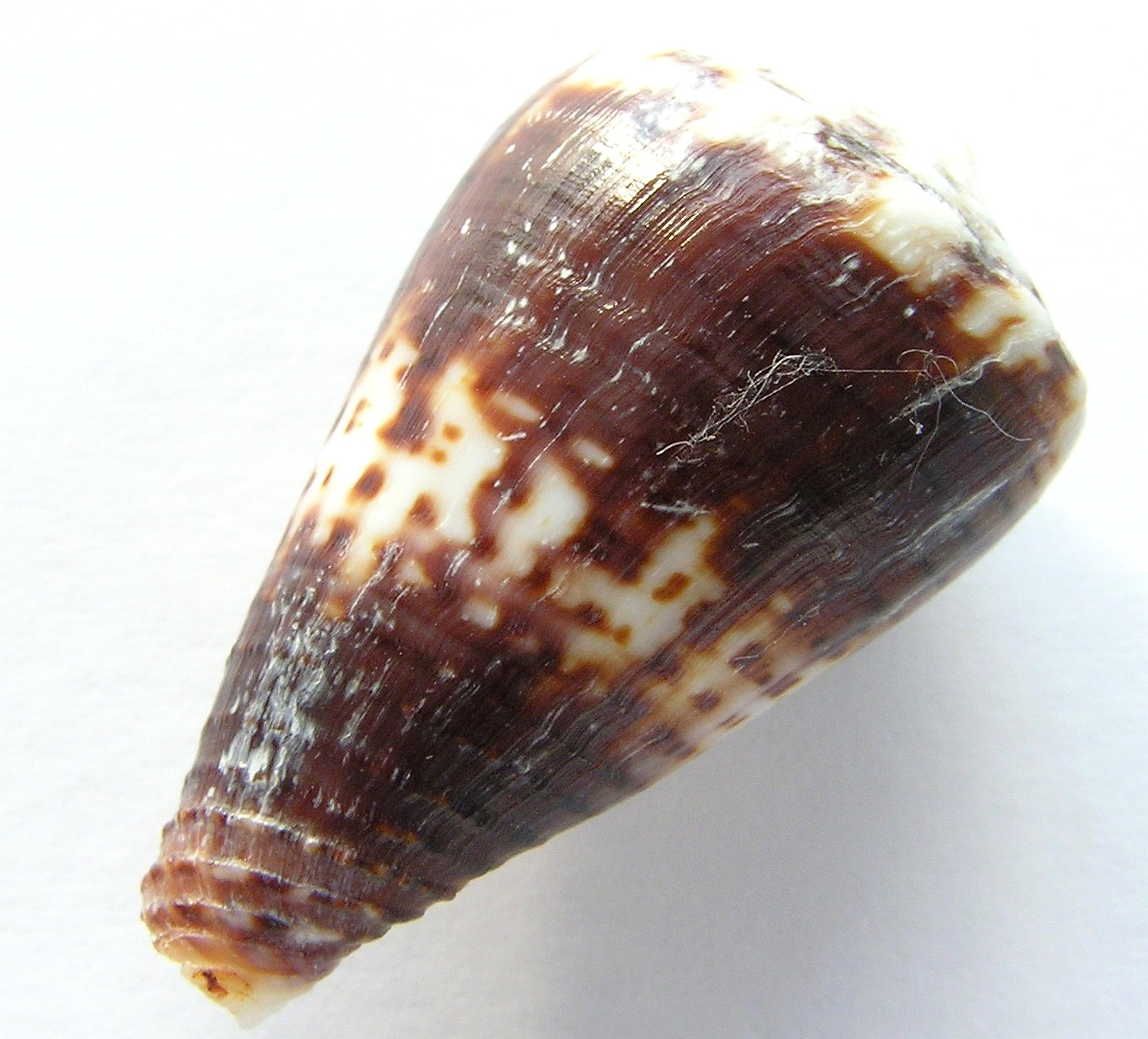
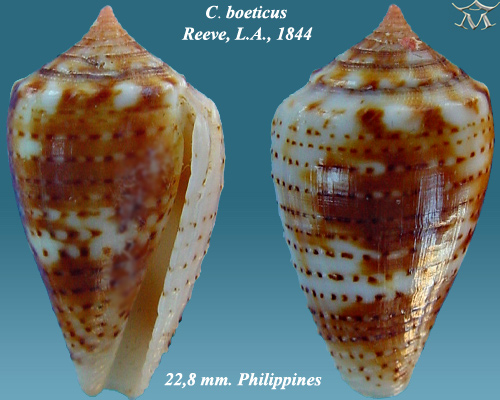